# Shivraj Singh Chauhan

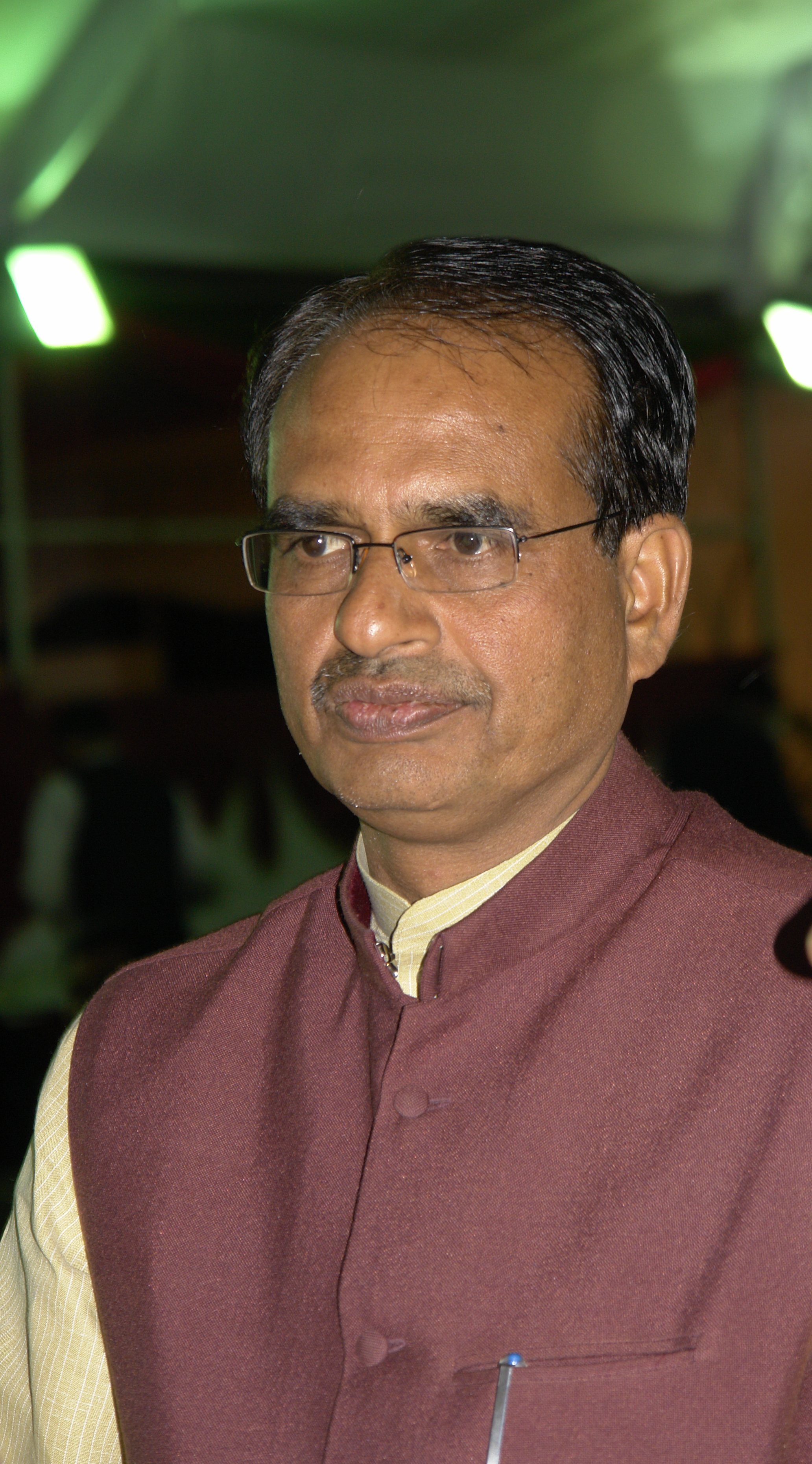
Shivraj Singh Chauhan (2010)

Shivraj Singh Chauhan (Hindi शिवराज सिंह चौहान, *5. März 1959 im Dorf Jait im Distrikt Sehore, Madhya Pradesh, Indien) ist ein indischer Politiker der Bharatiya Janata Party (BJP). Er war von 2005 bis 2018 Chief Minister des Bundesstaats Madhya Pradesh. Mit über 13 Jahren Amtszeit war er der am längsten regierende Chief Minister in der Geschichte von Madhya Pradesh. Vom 23. März 2020 bis 13. Dezember 2023 bekleidete er erneut dieses Amt. Seit dem 11. Juni 2024 amtiert er als indischer Unionsminister für Landwirtschaft im Kabinett Modi III.

## Biografie

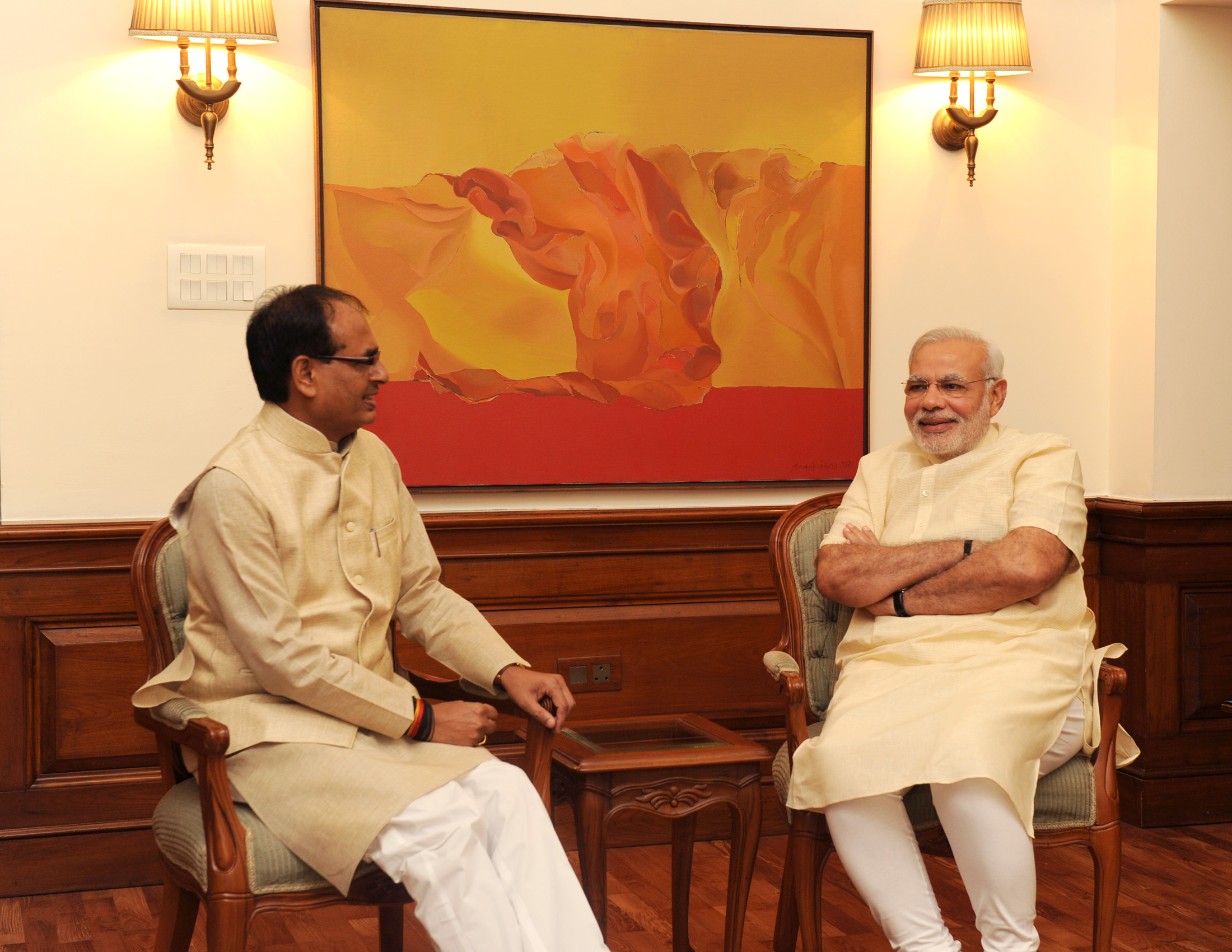
Shivraj Singh Chouhan bei einem Treffen mit Premierminister Narendra Modi

Shivraj Singh Chauhan wurde als Sohn einer Bauernfamilie in Zentralindien geboren. Seine Eltern waren Prem Singh Chouhan und Sundar Bai Chouhan. Er erhielt seine Schulbildung in der Nähe seines Geburtsortes. danach studierte er an der Barkatulla University in Bhopal und erwarb den Grad eines Master of Philosophy.
Schon während seiner Jugendzeit wurde er politisch aktiv und war 1976–1977 zur Zeit des Ausnahmezustandes als Oppositioneller inhaftiert. 1977 schloss er sich dem Rashtriya Swayamsevak Sangh (RSS), einer hindunationalistischen Kaderorganisation an und war 1978 bis 1983 in der Akhil Bharatiya Vidyarthi Parishad (ABVP), der Studentenorganisation der BJP, sowie danach von 1984 bis 1991 in der Bharatiya Janata Yuva Morcha (BJYM), der Jugendorganisation der BJP aktiv. Von 2000 bis 2002 amtierte er als Präsident der BJYM.
Bei der Wahl zum Parlament von Madhya Pradesh 1990 wurde Chauhan im Wahlkreis 234-Budhni als BJP-Kandidat gewählt. Anschließend gewann er im Folgejahr in einer Nachwahl den Lok-Sabha-Wahlkreis 31-Vidisha (der erste Wahlkreisgewinner Atal Bihari Vajpayee hatte das Mandat zurückgegeben, weil er auch gleichzeitig den Wahlkreis 20-Lucknow in Uttar Pradesh gewonnen hatte). Bei den folgenden gesamtindischen Wahlen 1996, 1998, 1999 und 2004 konnte Chauhan den Wahlkreis für die BJP behaupten und war in dieser Zeit als Abgeordneter in der Lok Sabha tätig. Im Jahr 2005 stieg er zum Parteipräsidenten der BJP in Madhya Pradesh auf.
Die Parlamentswahl in Madhya Pradesh 2003 wurde durch die BJP mit großer Mehrheit (173 von 230 Wahlkreisen) gewonnen und anschließend wurde Uma Bharti (BJP) zur Chief Ministerin gewählt. Sie trat 2004 von diesem Amt zurück, nachdem ein Gerichtsverfahren wegen der vermuteter Auslösung von Unruhen im Jahr 1994 gegen sie eröffnet worden war. Ihr Nachfolger wurde Babulal Gaur, der jedoch von Anfang an nur als Übergangslösung galt. Im Jahr 2005 beschloss die BJP-Führung, den Chief Minister auszuwechseln. Es kam danach zu einer kleinen innerparteilichen Rebellion in der BJP in Madhya Pradesh. Die Anhänger von Uma Bharti wollten diese erneut zur Chief Ministerin wählen, was nicht den Vorstellungen der BJP-Parteiführung in Delhi entsprach. Als dies nicht gelang, verließen Uma Bharti und ihre Anhänger die BJP bzw. wurden aus der Partei ausgeschlossen. Babulal Gaur wurde zum Rücktritt gedrängt und an seiner Stelle wurde Shivraj Singh Chauhan am 29. November 2005 zum Chief Minister von Madhya Pradesh gewählt. Bei den Wahlen zum Parlament von Madhya Pradesh in den Jahren 2008 und 2013 wurde die BJP unter der Führung von Chauhan mit 143 bzw. 165 Sitzen (von 230) erneut stärkste Kraft, verfehlte jedoch die absolute Mehrheit. Chauhan wurde anschließend jeweils erneut zum Chief Minister gewählt.
Politisch gilt Chauhan als Vertreter der BJP-Parteimitte. Während seiner Regierungszeit wurden zwar zentrale Hindutva-Ziele umgesetzt (Verbot der Schlachtung von Kühen, Gesetze gegen die Konversion von Hindus zu anderen Religionen, Sonnengruß (Surya Namaskara) an den Schulen), andererseits bemühte sich der Chief Minister auch um Gesten des Respekts gegenüber der muslimischen Minderheit und um sozialen Ausgleich. Besondere Popularität erlangte er durch Sozialprogramme, wie Ladli Laxmi Yojana (finanzielle Unterstützung von Familien bei Geburt eines Mädchens) und Kanyadaan Yojana (beide 2006), Sambal Yojana, Ladli Behna Yojana (finanzielle Unterstützung von Frauen aus wirtschaftlich benachteiligtem Hintergrund), und andere, die den Unterprivilegierten und den Frauen in Madhya Pradesh zugutekommen sollten. Insbesondere das Programm Ladli Laxmi Yojana zielte darauf, die zwar illegale, aber weit verbreitete Praxis der Kinderheiraten zu unterbinden und Mädchen eine Ausbildung zu ermöglichen. Wesentlich durch die Maßnahmen der Regierung Chauhan stieg der Anteil von Geburten in Krankenhäusern (gegenüber Hausgeburten) von 26 auf 70 Prozent. Im Jahr 2006 lag das Geschlechterverhältnis bei Neugeborenen in Madhya Pradesh bei 1000 männlichen zu 911 weiblichen Kindern – wesentlich ein Ausdruck der weitverbreiteten Abtreibung von weiblichen Föten – und 2022 war es auf 1000 zu 956 angestiegen. Chauhan erklärte, dass er nicht ruhen werde, bis ein Verhältnis von 1 zu 1 erreicht worden sei.
Bei der Parlamentswahl in Madhya Pradesh am 28. November 2018 gewann die BJP 109 der 230 Wahlkreismandate in Madhya Pradesh. Die bislang oppositionelle Kongresspartei erhielt 114. Vier Mandate gingen an unabhängige Kandidaten, zwei an die Bahujan Samaj Party (BSP) und eines an die Samajwadi Party (SP). Chauhan übernahm öffentlich die Verantwortung für die Verluste der BJP und erklärte am 12. Dezember 2018 seinen Rücktritt. Sein Nachfolger im Amt des Chief Ministers wurde am 17. Dezember 2018 Kamal Nath von der Kongresspartei.
Im März 2020 kam es zu einer Regierungskrise. Auslöser war der Austritt des Abgeordneten Jyotiraditya Scindia aus der Kongresspartei, was die Kongresspartei-Fraktion im Parlament von Madhya Pradesh in erhebliche Unruhe versetzte. In den folgenden Tagen verließen 21 weitere Abgeordnete die Kongresspartei und schlossen sich zusammen mit Scindia wenig später der BJP an. Die von Kamal Nath geführte Regierung verlor dadurch die Parlamentsmehrheit und dieser trat am 20. März 2020 als Chief Minister zurück. Drei Tage später wurde Shivraj Singh Chauhan als sein Nachfolger durch den Gouverneur vereidigt.
Bei der folgenden Parlamentswahl in Madhya Pradesh am 17. Dezember 2023 war die BJP erneut erfolgreich und gewann 163 (48,6 %) der 230 Wahlkreise. Nach der Wahl erklärte Chauhan, dass er sich nicht erneut um das Amt des Chief Ministers bewerben wolle und gerne jedes Amt annähme, das ihm die Parteiführung zuweisen werde. Neuer Chief Minister wurde ab dem 13. Dezember 2023 Mohan Yadav (BJP). Die politische Zukunft von Chauhan blieb zunächst unklar. Nach dem Wahlsieg der BJP bei der Parlamentswahl in Indien 2024 wurde er am 11. Juni 2024 Landwirtschaftsminister im Kabinett Modi III.

## Privates
1992 heiratete Chauhan Sadhana Singh, mit der er zwei Söhne hat. Der älteste Sohn Kartikeya war bei der letzten Wahl 2013 im Wahlkreis des Vaters als Unterstützer aktiv.
Chauhan gilt als sportinteressiert (Kabaddi, Cricket und Volleyball). Als seine Hobbys werden das Lesen spiritueller Literatur, und Debatten und Diskussionen mit ähnlich gesinnten Freunden angegeben.
Am 25. Juli 2020 wurde Chahan in das Chirayu Hospital in Bhopal eingeliefert, nachdem er an COVID-19 erkrankt war. Er war der erste Chief Minister in Indien, bei dem die Erkrankung im Rahmen der COVID-19-Pandemie in Indien diagnostiziert wurde. Nach 11 Tagen wurde er wieder rekonvaleszent nach Hause entlassen.